# Лапшин (зупинний пункт)
Лапши́н — пасажирський залізничний зупинний пункт Конотопської дирекції Південно-Західної залізниці розташований на двоколійній електрифікованій змінним струмом лінії Зернове — Конотоп.
Розташований у селі Лапшине Кролевецького району Сумської області між станціями Кролевець (7 км) та Алтинівка (8 км).
На зупинному пункті зупиняються приміські поїзди.